# Ottetto per fiati e archi
L’Ottetto per fiati e archi in Fa maggiore D 803 (opera postuma 166) è una composizione di Franz Schubert scritta nel febbraio 1824 su commissione del conte Ferdinand Troyer, intendente dell'arciduca Rodolfo.

## Storia
All'inizio del 1824, probabilmente fu proprio il committente, appassionato clarinettista dilettante, a richiedere a Schubert un lavoro modellato sul Settimino op. 20 di Beethoven, in cui il clarinetto avesse un ruolo molto rilevante. Il musicista scrisse velocemente la partitura, la iniziò nel mese di febbraio  terminandola il 1º marzo. La prima esecuzione avvenne in forma privata nella primavera del 1824 nella casa di Ferdinand Troyer con lo stesso conte al clarinetto; primo violino fu Ignaz Schuppanzigh, celebre interprete di musica da camera. La prima esecuzione pubblica ebbe invece luogo il 16 aprile 1827 durante un concerto al Musikverein di Vienna. Dopo la morte del musicista l'Ottetto venne abbandonato e mai più eseguito; la pubblicazione fu postuma, parecchi anni dopo la composizione, nonostante Schubert si fosse rivolto a diversi editori fra cui gli autorevoli Breitkopf & Härtel.

## Struttura e analisi
L'ottetto si articola in sei movimenti, L'esecuzione dura circa un'ora.
1. Adagio. Allegro (Fa maggiore)
2. Adagio (Si bemolle maggiore)
3. Allegro vivace (Fa maggiore). Trio (Do maggiore)
4. Tema e variazioni. Andante (Do maggiore)
5. Menuetto: Allegretto (Fa maggiore). Trio (Si bemolle maggiore)
6. Andante molto (Fa minore). Allegro (Fa maggiore)

L'opera è chiaramente collegata alla composizione beethoveniana; fu infatti lo stesso committente, conte Troyer, a imporre come clausola che il brano fosse proprio come il Settimino di Beethoven. Schubert utilizzò lo stesso organico aggiungendo un secondo violino, infatti la struttura è esattamennte la stessa come pure la successione dei movimenti. L'Ottetto rientra della tipologia di composizioni denominate Divertimenti viennesi di cui fanno parte soprattutto quelli scritti da Mozart e anche da Beethoven proprio con il suo Settimino.
Il primo movimento prende l'avvio con un breve Adagio dall'atmosfera suadente a cui segue subito l'Allegro, di più ampie dimensioni, in cui l'autore riesce a creare un equilibrato gioco di sonorità fra i fiati e gli archi; tra questi spiccano il primo violino e il clarinetto con fraseggi eleganti, sempre in continuo dialogo con gli altri elementi.
L'Adagio  seguente è la pagina più intensa di espressione dell'intera composizione; è un movimento venato di malinconia e privilegia la pastosità timbrica del clarinetto che espone la melodia principale dal carattere cantabile e sognante. Per la sua bellezza questa pagina è stata successivamente oggetto di trascrizioni piuttosto discutibili, rendendola un brano singolo dal titolo inopportuno di Preghiera.
Il terzo movimento, Allegro vivace, è uno Scherzo che presenta un ritmo ben sottolineato e vivace. Il Trio  che segue ha un andamento danzante e popolare.
L'Andante in Do maggiore è costituito da un tema e sette variazioni che si conclude con una coda; il motivo principale riprende una melodia tratta dal duetto Die Freunde von Salamanka che lo stesso Schubert aveva composto nel 1815. Le prime variazioni presentano, uno dopo l'altro, i singoli strumenti; le ultime tre sono musicalmente più complesse.
Il quinto movimento è un Minuetto dal delicato ritmo danzante, elegante e suadente, sottolineato da contenuti accenni del corno. Il Trio finale, in Si bemolle maggiore, conferisce al movimento una certa vivacità.
Il tempo finale inizia con un breve Andante molto, intenso e come di attesa drammatica, sottolineato dal tremolo degli archi, per poi giungere all'Allegro finale che riporta il sereno dissipando ogni inquietudine.

## Organico
L'Ottetto in Fa maggiore è scritto per un organico composto da clarinetto, fagotto, corno, due violini, viola, violoncello  e contrabbasso.